# 宋勤業
宋勤業（1686年—1760年），字彬來，號省齋，江南蘇州府長洲縣人，清朝政治人物。

## 生平
來自蘇州長洲宋氏家族北宅支。曾祖宋如琮（字懋和，號章華，1573-1653）為吳縣庠生，娶韓雍孫女。祖父宋之炌（字時律，1610-1681）為歲貢生。父宋德受（字祿宇，號惕安，1648-1702）為長洲庠生附監生，授州同候選，娶順治六年（1649年）己丑科進士周公軾女。兄宋匡業（字鼎來，號梅仲，1680-1740，宋宗元父）為監生考授州同。
宋勤業為監生，雍正二年（1724年）授順慶府通判，雍正三年（1725年）改南充縣知縣，乾隆元年（1736年）升澤州府同知。

## 家庭
夫人為施鍾台女。有二子宋有元、宋嗣元（出嗣叔父宋勵業）。